# Seno cavernoso
El seno cavernoso es un componente del sistema venoso del endocráneo, es un gran grupo de venas de pared fina que forman una cavidad limitada por el esfenoides, situado lateralmente con respecto a la silla turca y al hueso temporal del cráneo, que contiene en su interior a la arteria carótida interna y al VI par o nervio abducens. Por fuera tiene a los siguientes elementos: III par craneal o nervio oculomotor, IV par o nervio troclear o nervio patético y a la 1ª rama del V par o rama oftálmica del nervio trigémino.

## Conexiones venosas
Recibe tributarias de:
- Venas oftálmicas superior e inferior
- Seno esfenoparietal
- En ocasiones Venas centrales de la retina
- Venas superficiales cerebrales medias.

Las venas de salida pertenecen a los senos petrosos inferiores. También lo hace a través de venas emisarias a través de los agujeros o forámenes cerebrales (mayormente a través del foramen oval.
También existen conexiones con el plexo pterigoideo de las venas a través de la vena oftálmica inferior, la vena facial profunda y las venas emisarias.

## Significado clínico
Es la única localización anatómica del cuerpo en el que una arteria transcurre completamente a través de una estructura venosa. Si la arteria carótida interna se rompe dentro del seno cavernoso, se forma una fístula arteriovenosa, en concreto, una fístula carotídeo-cavernosa.
La glándula pituitaria se encuentra entre el par de senos cavernosos. Un adenoma pituitario que creciera anormalmente, apoyándose en la silla turca. se expandirá en la dirección de menor resistencia, comprimiendo eventualmente un seno cavernoso. Puede entonces aparecer un síndrome del seno cavernoso producido por el efecto masivo de estos tumores, produciendo oftalmoplejia (por la compresión de nervio oculomotor, el nervio troclear y el abducens), pérdida de sensibilidad oftálmica (por compresión del nervio oftálmico) y pérdida de sensibilidad maxilar (por compresión del nervio maxilar). 
Dadas sus conexiones con las venas faciales a través de la vena superior oftálmica, existe la posibilidad de una infección en este seno debido a un daño facial externo. Esto es especialmente probable, dado que la vena facial carece de válvulas, permitiendo que el flujo sanguíneo transcurra en ambas direcciones. En pacientes con Tromboflebitis de la vena facial, fragmentos del coágulo se pueden desprender entrando en el seno cavernoso, y a partir de ahí se puede extender a los senos venosos durales. También pueden aparecer infecciones por laceraciones faciales o por espinillas reventadas especialmente grandes en las áreas drenadas por la vena facial.

## Imágenes

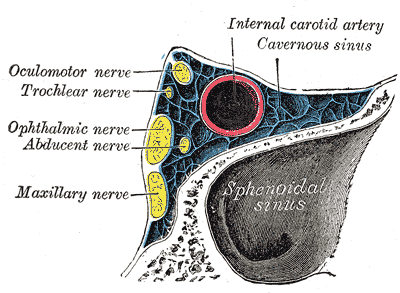
Sección oblicua a través del seno cavernoso.
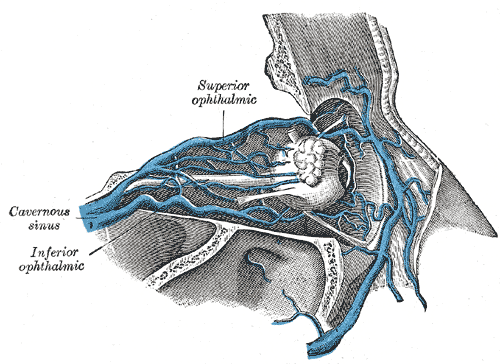
Venas orbitales.
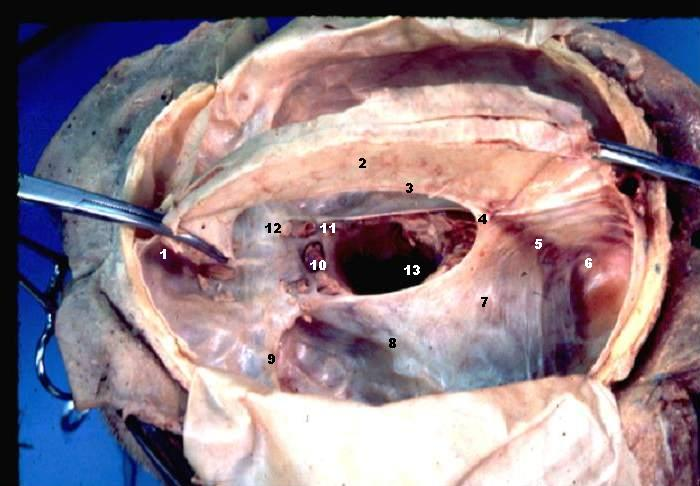
Duramadre del cerebro humano.